# Ограбление президента
«Ограбление президента» (англ. Finding Steve McQueen) — американский художественный фильм в жанре фильма-ограбления и триллера режиссёра Марка Стивена Джонсона, главные роли в которой исполнили Трэвис Фиммел, Рэйчел Тейлор, Уильям Фихтнер и Форест Уитакер. Фильм основан на реальном ограблении банка в Калифорнии, произошедшем в 1972 году. Целью грабителей были незаконные политические фонды Ричарда Никсона.
Премьера фильма в США состоялась 15 марта 2019 года. В России цифровой релиз состоялся 8 октября 2020 года.

## Сюжет
В 1972 году банда воров во главе с парнем, назвавшимся Стивом Маккуином, ограбила банк, в котором находились незаконные политические фонды Ричарда Никсона. Смельчаки решили, что это сойдет им с рук, однако на их поиски тут же была выслана сотня агентов ФБР.

## В ролях
| Актёр          | Роль                        |
| -------------- | --------------------------- |
| Трэвис Фиммел  | Гарри Барбер / Стив Маккуин |
| Рэйчел Тейлор  | Молли Мёрфи                 |
| Уильям Фихтнер | Энцо Ротелла                |
| Форест Уитакер | Говард Ламберт              |
| Лили Рэйб      | Шерон Прайс                 |
| Джейк Вири     | Томми Барбер                |

## Производство
Съёмки фильма начались в сентябре 2016 года в Атланте, Джорджия. В октябре они проходили в Далласе.

## Маркетинг
Локализованный трейлер фильма был опубликован в сети 1 октября 2020 года.